# St. Vitus (Tauberrettersheim)

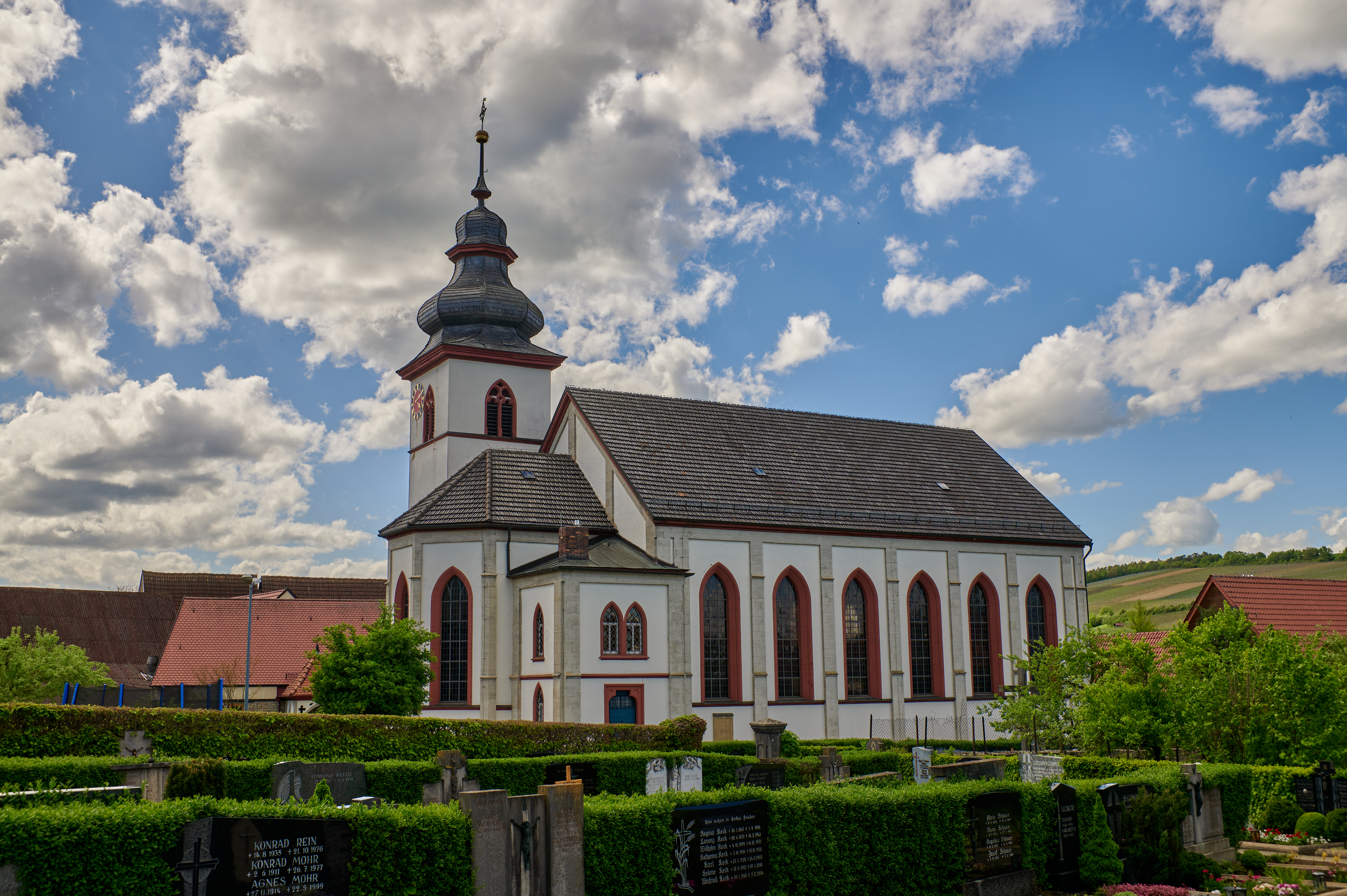
St. Vitus (Tauberrettersheim)

Die römisch-katholische, denkmalgeschützte Pfarrkirche St. Vitus steht in Tauberrettersheim, einer Gemeinde im Landkreis Würzburg (Unterfranken, Bayern). Die Kirche ist unter der Denkmalnummer D-6-79-192-9 als Baudenkmal in der Bayerischen Denkmalliste eingetragen. Die Pfarrei gehört zur Pfarreiengemeinschaft Tauber Gau (Röttingen) im Dekanat Ochsenfurt des Bistums Würzburg.

## Beschreibung
Die neugotische Saalkirche ist die vierte an diesem Standort. Sie wurde 1869 eingeweiht. Sie besteht aus einem Langhaus mit fünf Fensterachsen, das mit einem Satteldach bedeckt ist, einem eingezogenen, dreiseitig geschlossenen Chor im Süden mit einer Sakristei an dessen Ostwand und einem Chorflankenturm an dessen Westwand, der im Kern bereits um 1600 gebaut und später um ein Geschoss, das die Turmuhr und den Glockenstuhl beherbergt, aufgestockt und mit einer schiefergedeckten Welschen Haube bedeckt wurde. 
Zur Kirchenausstattung gehört der von Johann Nepomuk Meintel gebaute Hochaltar.